# Carl Menger

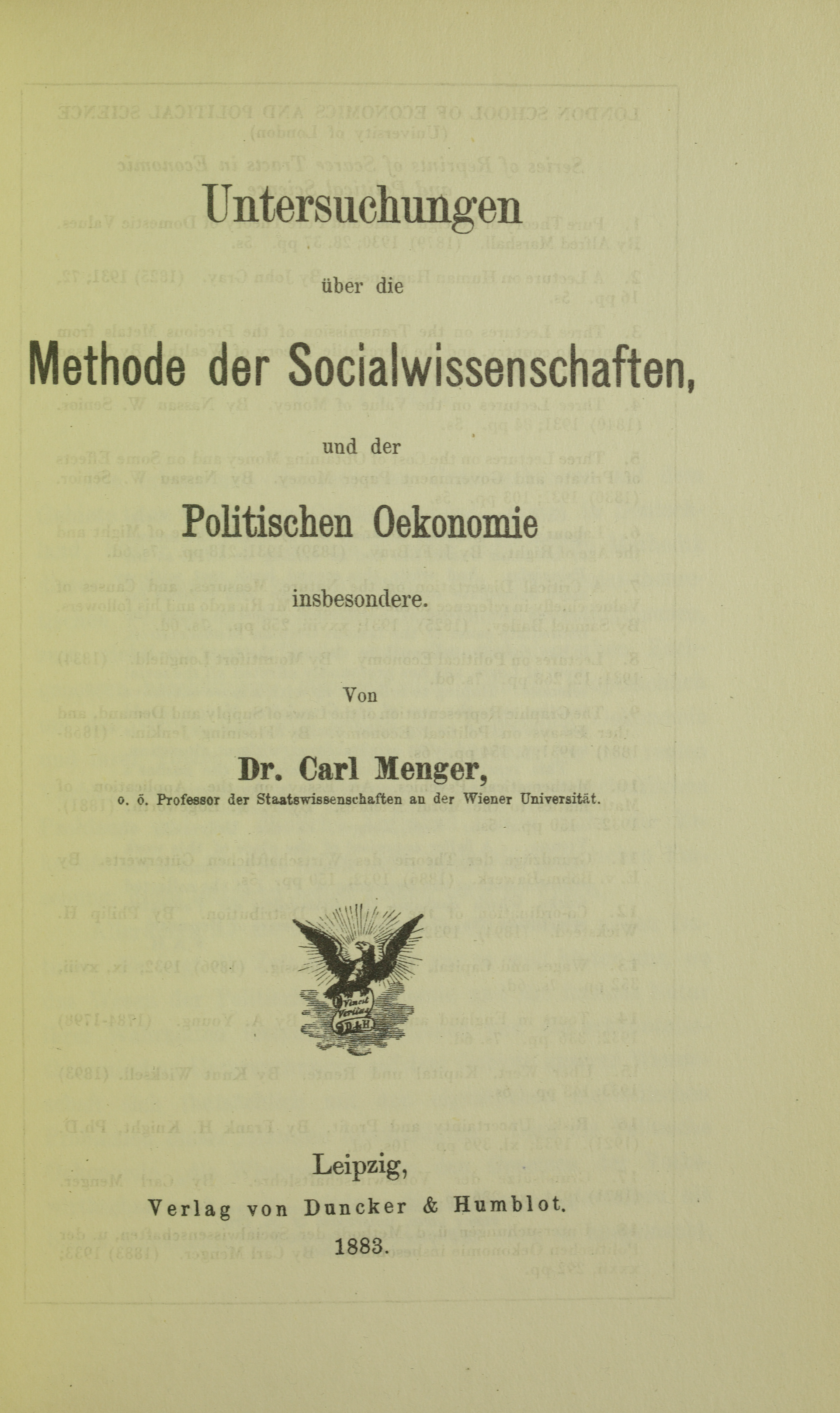
Untersuchungen über das Methode der socialwissenschaften und der politischen Ökonomie insbesondere

Carl Menger von Wolfensgrün (ur. 23 lutego 1840 w Nowym Sączu, zm. 27 lutego 1921 w Wiedniu) – austriacki ekonomista, twórca austriackiej szkoły ekonomii. Syn Antona i Karoliny z d. Gerzabek. W roku 1871 opublikował Zasady ekonomii, których wydanie uznaje się za początek szkoły austriackiej. Stworzył teorię wartości i ceny. Opracował prakseologiczną metodologię badań. Szczególną rolę w ekonomii odegrał jego wkład w rozwój koncepcji krańcowej użyteczności, dzięki której mógł odrzucić laborystyczną teorię wartości Adama Smitha i Davida Ricardo.
Pracę Mengera kontynuowali jego uczniowie, z których najbardziej znani to Eugen von Böhm-Bawerk i Friedrich von Wieser.

## Życiorys
Menger urodził się w Nowym Sączu (Galicja), pod ówczesnym zaborem austriackim. Wywodził się z drobnej, lecz względnie zamożnej szlachty. Jego ojciec Anton był prawnikiem, a matka Caroline córką bogatego czeskiego kupca. Miał dwóch braci: Antona i Maxa, obaj zostali znanymi prawnikami. Po ukończeniu gimnazjum studiował prawo na uniwersytetach w Pradze i Wiedniu, a następnie uzyskał doktorat z prawa na Uniwersytecie Jagiellońskim. W latach 60. XIX wieku Menger skończył studia i podjął pracę jako dziennikarz relacjonujący i analizujący wydarzenia rynkowe, początkowo dla „Lemberger Zeitung” we Lwowie, a następnie dla „Wiener Zeitung” w Wiedniu.
Podczas pracy w gazecie zaobserwował rozbieżność między mechanizmem kształtowania się cen proponowanym przez ekonomię klasyczną a czynnikami, które brali pod uwagę uczestnicy rynku. W 1867 rozpoczął badania nad ekonomią polityczną, które w 1871 roku zaowocowały publikacją Zasad ekonomii. Datę wydania uznaje się za początek szkoły austriackiej. W pracy tej odrzucił laborystyczną teorię wartości na rzecz koncepcji użyteczności krańcowej.
W roku 1872 został przyjęty na Wydział Prawa Uniwersytetu Wiedeńskiego, gdzie w formie konwersatoriów i wykładów przez kilka następnych lat uczył coraz większą liczbę studentów finansów i ekonomii politycznej. W 1873 roku otrzymał stanowisko profesora teorii ekonomii. Miał wówczas 33 lata.
W roku 1876 Menger został nauczycielem arcyksięcia Rudolfa von Habsburga, następcy tronu austriackiego. Udzielał mu lekcji z ekonomii politycznej i statystyki. Przez trzy lata towarzyszył arcyksięciu w podróżach, najpierw po Europie kontynentalnej, a następnie po Wyspach Brytyjskich. Uważa się też, że pomagał następcy tronu w stworzeniu pamfletu, opublikowanego anonimowo w 1878, bardzo krytycznie oceniającego austriacką arystokrację wyższą. Jego związek z księciem trwał do momentu samobójstwa Rudolfa w 1889 roku (patrz: Mayerling).
W 1878 roku ojciec Rudolfa, cesarz Franciszek Józef, mianował Mengera do objęcia Katedry Ekonomii Politycznej na Wiedeńskim Wydziale Prawa. Przyznano mu tytuł radcy dworu i wybrano do dworu austriackiego w 1900 roku.
Piastując stanowisko uniwersyteckie, przystąpił do udoskonalenia i obrony zamieszczonych w Zasadach ekonomii poglądów i wykorzystanych metod, czego efektem było wydanie w roku 1883 Untersuchungen über die Methode der Socialwissenschaften und der politischen Oekonomie insbesondere (Investigations into the Method of the Social Sciences with Special Reference to Economics). Książka wywołała lawinę dyskusji, w trakcie której członkowie szkoły historycznej zaczęli szyderczo nazywać Mengera i jego uczniów „szkołą austriacką”, by podkreślić ich oddalenie od głównego nurtu niemieckiej myśli ekonomicznej – Gustav von Schmoller specjalnie użył tego określenia w swojej niepochlebnej recenzji. W roku 1884 Menger odpowiedział pamfletem „Irrtumer des Historismus in der deutschen Nationalökonomie” („The Errors of Historicism in German Economics”) czym rozpoczął Methodenstreit (spór metodologiczny) pomiędzy szkołą historyczną a szkołą austriacką. W tym czasie Menger zaczął przyciągać do siebie podobnie myślących uczniów, z których najbardziej znani są Eugen von Böhm-Bawerk i Friedrich von Wieser.
W późnych latach 80. XIX wieku Menger stanął na czele komisji mającej zreformować austriacki system monetarny. W ciągu następnej dekady napisał mnóstwo artykułów, prezentując rewolucyjne spojrzenie na teorię monetarną, w tym Zur Theorie des Kapitals (1888) i Geld (1892). W 1903 roku, głównie przez jego pesymistyczne nastawienie do stanu niemieckiej nauki, Menger zrezygnował z profesorskiego stanowiska i dalszej kariery akademickiej w ogóle. Do momentu śmierci w 1921 roku nie stworzył żadnych większych prac.

## Menger i rewolucja marginalistyczna
Do połowy XIX wieku za sprawą dominacji tradycji anglosaskiej w ekonomii dominował pogląd, że ceny determinowane są przez czynniki obiektywne: koszty produkcji bądź pracę włożoną w produkt. Menger opowiedział się jednoznacznie za tym że wartość dobra jest zależna od jego użyteczności marginalnej. Oznacza to, że o wartości dobra dla człowieka decyduje poziom satysfakcji, jaką odnosi ze skonsumowania ostatniej jednostki danego dobra. Teoria ta jest subiektywistyczna, gdyż wskazuje, że wartość dobra nie jest zależna od jego wewnętrznych właściwości, ale od preferencji jednostki, która poprzez jego konsumpcję chce zaspokoić swoje potrzeby. Sama nazwa – użyteczność marginalna, nie była używana przez Mengera. Do słownika ekonomii wprowadził ją jego uczeń, Friedrich von Wieser. Podobne stanowisko na temat wartości niemalże równocześnie do Mengera przedstawił William Stanley Jevons, jeden z twórców neoklasycznej teorii ekonomii i Leon Walras, założyciel matematycznej szkoły lozańskiej. Dokonane współrzędnie odkrycie Mengera, Walrasa i Jevonsa w latach siedemdziesiątych XIX wieku określa się jako „rewolucję marginalistyczną”.

## Instytucje społeczne i powstanie pieniądza
W ujęciu mengerowskim „instytucje społeczne” to powstałe spontanicznie w wyniku ewolucyjnego procesu, wymagające zaangażowania ogromnej liczby ludzi wzorce zachowań. Obejmują one sfery prawa, ekonomii i języka i umożliwiają życie w społeczeństwie. Swój początek mają w działaniach wybitnych jednostek, które metodą prób i błędów starają się wybierać te formy zachowań, które najlepiej „koordynują społeczne niedostosowania”. Drogą naśladownictwa, te najlepsze sposoby postępowania rozprzestrzeniają się na resztę społeczeństwa.
Jedną z takich instytucji jest dla Mengera pieniądz. Pieniądz nie mógł powstać ani jako arbitralna decyzja jednostki, ani poprzez wspólną, jednorazową zgodę społeczeństwa. Jego powstanie było procesem ewolucyjnym, wieloetapowym w którym niezamierzone działania wielu jednostek ostatecznie przyczyniły się do wytworzenia ważnej instytucji ekonomicznej. Takie wyjaśnienie genezy pieniądza pozwoliło Ludwigowi von Misesowi, jednemu z najwybitniejszych dwudziestowiecznych przedstawicieli szkoły austriackiej, na sformułowanie teorematu regresji.

## Metoda badawcza
Właściwą dla całej szkoły austriackiej od czasów Mengera metodą badawczą jest metoda prakseologiczna. Polega ona na szukaniu uniwersalnych prawidłowości dotyczących ludzkiego działania. Badacz nie poznaje ich przez obserwację i eksperyment, ale przez introspekcję, refleksję nad tym, co nim powoduje w danej sytuacji. Te ogólne prawa mają pozwolić zinterpretować konkretny fenomen historyczny i społeczny. Menger sam nie używał pojęcia „prakseologia”, po raz pierwszy użył go Ludwig von Mises, ale w kontekście Methodenstreit (sporu z przedstawicielami niemieckiej szkoły historycznej) wypowiedział się jasno za tym, że teoria jest niezbędna nauce w interpretacji rzeczywistości. Swoje stanowisko metodologiczne Menger wyraził najpełniej w drugiej po Zasadach ekonomii ważnej książce Dociekania nad metodą nauk społecznych ze szczególnym uwzględnieniem ekonomii politycznej.

## Dobra i ich znaczenie w procesie produkcji
Aby dany element świata zewnętrznego mógł zostać uznany za dobro, musi on według Mengera służyć przede wszystkim zaspokojeniu potrzeby ludzkiej. Menger wprowadza rozróżnienie na dobra „wyższego” i „niższego rzędu”. Dobra niższego rzędu to dobra konsumpcyjne, a dobra wyższego rzędu to dobra kapitałowe. Wartość dóbr wyższego rzędu wynika ze znaczenia w procesie produkcji dóbr niższego rzędu. Menger duży nacisk kładzie na to, że proces produkcji odbywa się w czasie i wszystkie jego etapy są powiązane łańcuchem przyczynowo-skutkowym. W przyszłości te podstawowe założenia zadecydują o fundamentalnych różnicach pomiędzy paradygmatem austriackim a neoklasycznym. Zwolennicy pierwszego będą podkreślać pierwszeństwo produkcji przed konsumpcją, natomiast neoklasycy będą optować za traktowaniem produkcji i konsumpcji jako czynników wzajemnie determinujących się.

## Wpływ Mengera na szkołę austriacką
O ile w obrębie szkoły austriackiej nie ma zgodności co do oceny wkładu późniejszych jej przedstawicieli, w szczególności Wiesera i Hayeka, o tyle wszyscy zdają się doceniać dorobek Mengera. Ludwig von Mises pisał o Zasadach ekonomii, że po ich przeczytaniu stał się ekonomistą. Joseph T. Salerno, że Menger (…) opracował i konsekwentnie wykorzystywał prawidłową, prakseologiczną metodę prowadzenia teoretycznych badań ekonomicznych. Tym samym w metodzie i rdzeniu teoretycznym, austriacka teoria zawsze pozostanie ekonomią mengerowską. Joseph Schumpeter pisał, że „Menger nie był niczyim uczniem, a to, co stworzył, nie traci na aktualności (…) teoria wartości, ceny i dystrybucji Mengera jest najlepszą, jaką dysponujemy do dnia dzisiejszego”.
Peter G. Klein z Uniwersytetu Missouri w przedmowie do wydania Zasad ekonomii z 1976, wskazując na aktualność dzieła, pisał: „Podczas gdy w większości współczesne traktaty ekonomiczne są nadęte i nudne, książka Mengera jest niezwykle łatwa do czytania nawet dzisiaj. Jej język jest klarowny, analiza jasna i logiczna, a przykłady jasne i pouczające”. We wstępie do tego samego wydania Friedrich von Hayek pisze, że „co jest wspólne dla członków szkoły austriackiej, co determinuje ich odrębność i podstawę ich późniejszych prac, to akceptacja nauk Carla Mengera”.

## Wybrane publikacje
- Grundsätze der Volkswirtschaftslehre (Zasady ekonomii), 1871
- Untersuchungen über die Methode der Sozialwissenschaften und der politischen Ökonomie insbesondere (Dociekania nad metodą nauk społecznych ze szczególnym uwzględnieniem ekonomii politycznej), 1883
- Irrtumer des Historismus in der deutschen Nationalökonomie (Błędy historycyzmu w niemieckiej ekonomii), 1884
- Zur Theorie des Kapitals (O teorii kapitału), 1888
- Geld (Pieniądz), 1892